# Ак-Таш (Таласская область)
Ак-Таш (кирг. Ак-Таш) — село в Манасском районе Таласской области Кыргызстана. Входит в состав Уч-Коргонского аильного округа. Код СОАТЕ — 41707 225 845 02 0.

## Население
По данным переписи 2009 года, в селе проживал 371 человек.